# Martin Herrenknecht
Martin Herrenknecht (Lahr, 24 de junho de 1942) é um engenheiro alemão, fundador (1977) e diretor da Herrenknecht AG.

## Vida e formação
Martin Herrenknecht é filho de um tapeceiro em Schwanau. A tapeçaria foi assumida por seu irmão mais velho.
Após completar o ensino médio no "Max-Planck-Gymnasium" em Lahr, Martin Herrenknecht estudou engenharia na Hochschule Konstanz.
De 1964 a 1971 trabalhou como engenheiro de construção, projeto e direção em diversas formas na Suíça, Canadá e Alemanha.

## Condecorações
- 1993: Ordem do Mérito da República Federal da Alemanha
- 2002: Preisträger des 1. Karlsruher Innovationspreises für Baubetrieb, verliehen durch die Gesellschaft der Freunde des Instituts für Technologie und Management im Baubetrieb der Universität Karlsruhe (TH)
- 2002: Verdienstorden des Landes Baden-Württemberg, concedida pelo ministro-presidente Erwin Teufel
- 2011: Senador honorário do Instituto de Tecnologia de Karlsruhe (KIT)
- 2012: Prêmio Bartholdi
- 2015: Anel Werner von Siemens[2]

## Vídeo
- Der Tunnelbohrer Herrenknecht – Weltmarktführer aus Baden. Dokumentarfilm, Deutschland, 2014, 29 Min., Buch und Regie: Joachim Auch, Produktion: SWR, Reihe: made in Südwest, Erstsendung: 8. Januar 2015 beim SWR, Inhaltsangabe und  online-Video bis 7. Januar 2016 von ARD.